# Ishpatina Ridge
Ishpatina Ridge es el punto más alto de la provincia canadiense de Ontario. Con sus 693 metros por encima del nivel del mar, es una montaña bastante baja y no muy empinada, puesto que el terreno circundante ya es de por sí bastante elevado.
Localizada en el Distrito de Timiskaming (Noreste de Ontario), aproximadamente a medio camino entre Sudbury y Kirkland Lake, cerca del Lady Evelyn-Smoothwater Provincial Park, la montaña no es muy accesible; la autopista principal más cercana está a más de 50 km de distancia, y las carreteras y caminos de esta inhóspita zona se vuelven casi impracticables cuando hay mal tiempo.
El nombre "Ishpatina" viene de una palabra en idioma ojibwe, ishpadinaa, que significa "ser una colina alta". La Spadina Avenue de Toronto procede de esta misma palabra.
La Ontario Secondary Highway 560 es la carretera más cercana a Ishpatina Ridge.